# Palia aureocauda
Palia aureocauda là một loài ruồi trong họ Tachinidae.